# خوزه لوئیس روندو
خوزه لوئیس روندو (انگلیسی: José Luis Rondo؛ زادهٔ ۱۹ مارس ۱۹۷۶) بازیکن فوتبال اهل اسپانیا است.
از باشگاه‌هایی که در آن بازی کرده‌است می‌توان به باشگاه فوتبال الچه و باشگاه فوتبال ختافه اشاره کرد.
وی همچنین در تیم ملی فوتبال گینه استوایی بازی کرده‌است.